# Халифа I (Манса Мали)
Халифа I Кейта — 4-й манса империи Мали, который правил в 1274 году. Был убит в ходе восстания.

## Биография
Халифа был сыном генерала, которого усыновил Сундиата Кейта. Как и все дети Сундиаты Халифа был возведен в королевский двор. В 1270 году он участвовал в изнурительной гражданской войне с Уати, после смерти Мансы Ули, единственного сына Сундиаты. В этой войне Халифа потерпел поражение и отправился в изгнание, в то время как престол занял Уати. Правление Уати длилось четыре года и при нём страна разваливалась.
После смерти Уати Халифа боролся за трон и занял его. Правление Халифы помнят как одно из худших. Легенды гласят, что Халифа забирался на крышу своего дворца, чтобы ради развлечения стрелять огненными стрелами в прохожих. При нём из малийского плена сбежали Али Колон и Суджельман Нари, заложники из династии Гао, которых покорил манса Ули. Посланная за ними погоня была разбита, а после достижения города было объявлено об установлении новой династии, а также об отделении королевства от империи Мали. Также Халифа держал при дворе множество своих противников. Всё это привело к тому, что члены Гбары захотели отречения от престола Халифой и подняли восстание, в котором победили и убили Халифу.
Историк Гомес утверждал, что краткое правление Халифы было частью продолжающейся борьбы за власть между великим советом (Гбарой) и охотничьими гильдиями. В этой интерпретации любовь Халифы к стрельбе из лука отсылает к его связям с охотничьими гильдиями, а его свержение указывает на то, что великий совет смог вернуть себе власть и посадить на трон своего предпочтительного кандидата, внука Сундиаты Абу Бакра.